# Casa de Antônio Augusto Borges de Medeiros
A Casa de Antônio Augusto Borges de Medeiros é uma casa histórica, construída em 1840. Foi o local de nascimento de Antônio Augusto Borges de Medeiros, no ano de 1863. Localizada na cidade de Caçapava do Sul, no estado de Rio Grande do Sul. É um patrimônio cultural tombado pelo Instituto do Patrimônio Histórico e Artístico do Estado (IPHAE), na data de 28 de fevereiro de 1994, sob o processo de nº 00927.1100 SEDAC/91.9.
De propriedade atual da Mitre Diocesana de Caçapava do Sul. Neste ano de 2021, está em andamento o processo para restauro do imóvel, sob o nº 00022/2021. O imóvel irá abrigar o Espaço Cultural Casa Borges de Medeiros e Museu de Arte Sacra.

## Arquitetura
Edificação de arquitetura colonial, com um pavimento. As paredes externas foram construídas em alvenaria e o telhado em quatro águas, com telhas capa e canal e beiral com cimalha. Todos os vãos da fachada possuem vergas retas